# Pluton, Neptun i Jowisz
Jowisz, Neptun i Pluton (wł. Giove, Nettuno e Plutone) – obraz olejny na otynkowanym suficie autorstwa Caravaggia namalowany ok. 1597 roku i znajdujący się w zespole zabudowań Villa Ludovisi w Rzymie; jest to jedyny obraz Caravaggia wykonany bezpośrednio na ścianie, w dodatku nietypową techniką olejną, gdyż większość dzieł malarza została wykonana farbami olejnymi na podłożu płóciennym lub rzadziej drewnianym. Obraz ma wymiary 300 × 180 cm.
Dzieło powstało na zlecenie mecenasa i protektora Caravaggia – kardynała Francesco Maria Del Monte w jednym z pomieszczeń jego willi położonej w pobliżu Porta Pinciana w Rzymie. W swojej willi kardynał poświęcał się studiom alchemicznym, co zaważyło na wyborze tematu – malowidło przedstawia triadę alchemiczną Paracelsusa – Jowisza (uosobienie siarki i powietrza), Neptuna (personifikację rtęci i wody) oraz Plutona (utożsamianego z solą kuchenną i ziemią).